# Joan as Police Woman

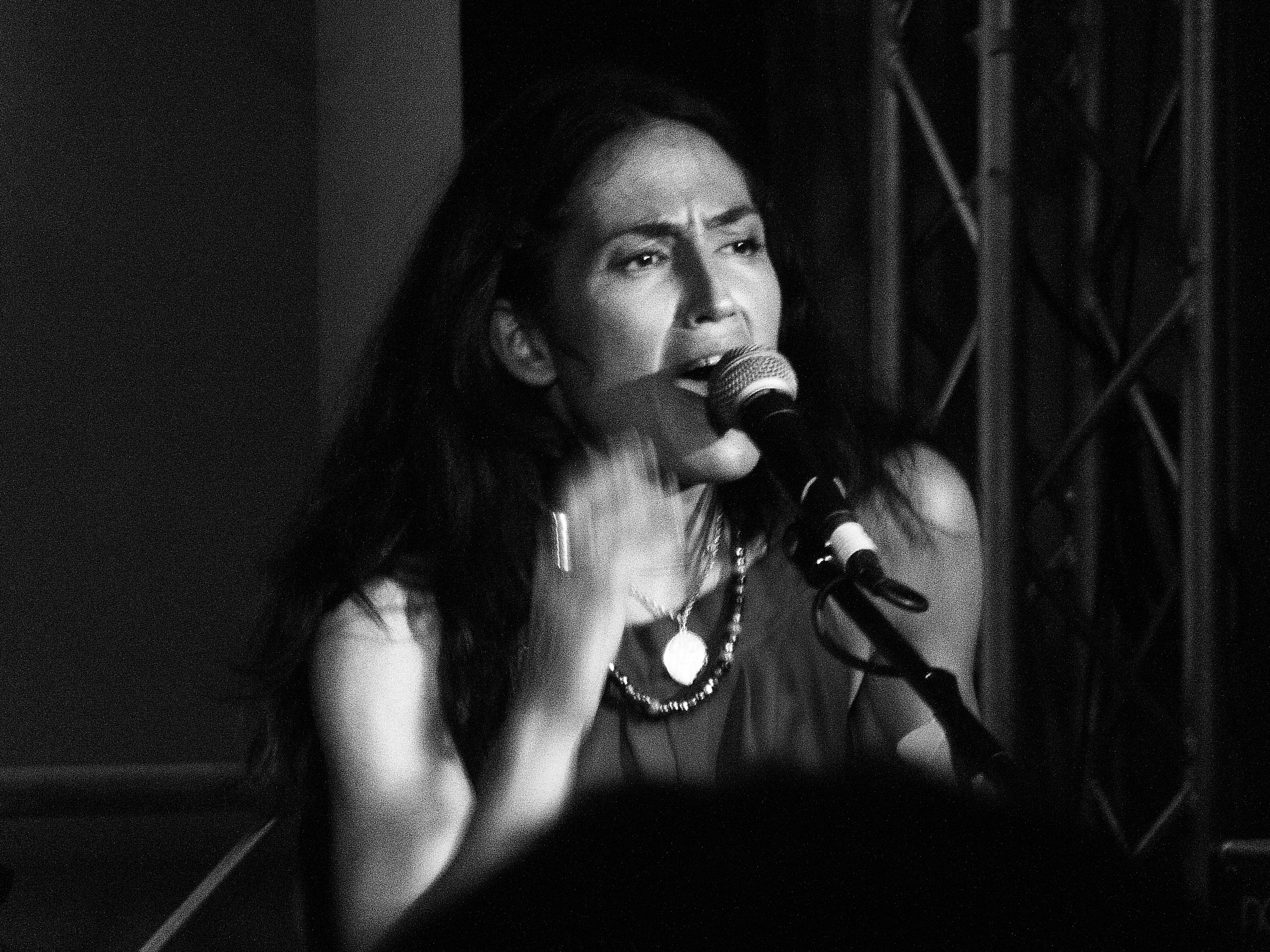
Joan Wasser 2014

Joan as Police Woman ist das Bandprojekt der Sängerin und Violinistin Joan Wasser (* 26. Juli 1970 in Biddeford, Maine).
Den Namen für das Projekt soll Joan Wasser gewählt haben, weil Bekannte von ihr meinten, sie sehe Angie Dickinson ähnlich; diese genoss große Beliebtheit als Hauptdarstellerin der Fernsehserie Police Woman (dt. Ausstrahlung ab 1988 auf Sat.1 unter dem Titel Make-up und Pistolen).

## Stil und Zusammenarbeit mit anderen Künstlern
Joan Wasser ist eine klassisch ausgebildete Violinistin, die bei Yuri Mazurkevich studierte und zunächst im Boston University Symphony Orchestra spielte. Danach wechselte sie als Violinistin zu Indie-Rock-Bands, wo sie einen aggressiven Stil entwickelte. Sie war mit Jeff Buckley befreundet. Nach seinem Tod 1997 spielte sie eine Zeitlang mit Musikern aus Jeff Buckleys Band unter dem Bandnamen Black Beetle zusammen. Für ihr eigenes Band-Projekt wählte sie den Bühnennamen Joan as Police Woman, „damit das Publikum kein Solo-Violinkonzert erwartet“. Die Sängerin und Multiinstrumentalistin spielt neben Violine auch Gitarre, Klavier und Wurlitzer.
Joan as Police Woman lässt sich stilistisch als Songwritersoul einordnen. Sie selbst bezeichnet ihre Musik als Punk Rock R&B oder American Soul Music. Als Vorbilder nennt sie Joni Mitchell und Nina Simone. The Guardian nannte sie die Dusty Springfield des Indie-Pop.
Neben ihren früheren Bands The Lotus Eaters, The Dambuilders und Those Bastard Souls hat Joan Wasser in der Vergangenheit mit Musikern wie Lou Reed, Tanya Donelly, Sheryl Crow, Sparklehorse, Dave Gahan, Elton John, den Scissor Sisters, Joseph Arthur, den Guillemots, Rufus Wainwright und Antony and the Johnsons live oder im Studio zusammengearbeitet.
Ihre Debüt-EP Joan as Police Woman (2004) und ihr erstes Album Real Life (2006) wurden auf Reveal Records veröffentlicht.
Im Juni 2008 erschien ihr zweites Album To Survive auf Reveal Records und international auf PIAS Recordings, mit David Sylvian und Rufus Wainwright als Gästen. Ein Album mit Coverversionen unter dem Titel Cover wurde bei Live-Auftritten und über die eigene Website verkauft.
Das folgende Album mit dem Titel The Deep Field erschien im Januar 2011 auf PIAS Recordings. Das Album The Classic wurde im März 2014 veröffentlicht. Zwei Jahre später publizierte sie zusammen mit Benjamin Lazar Davis Let It Be You (auf Reveal Records). Nochmals zwei Jahre darauf die Platte Damned Devotion (PIAS Recordings). 2019 erschien eine sehr umfangreiche Zusammenstellung ihres bisherigen Schaffens (mit 41 Liedern auf drei CDs oder als Download, wiederum auf dem Label PIAS Recordings). Darin ist auf zwei CDs eine Werkschau mit Studioaufnahmen untergebracht, die dritte CD besteht aus BBC-Liveaufnahmen. Das letzte Lied der Studioaufnahmen ist eine Coverversion von Prince' Kiss, das ein Jahr später auf Cover Two (2020, PIAS/Sweet Police) mit weiteren Coverversionen erschienen ist.

## Veröffentlichungen

### Alben
- Real Life (2006, CD & Vinyl)
- Real Life (Special edition 2007, enthält Bonus-CD mit den B-Seiten der Singles)
- To Survive (2008, CD & Vinyl), UK #56
- Cover (2009, bei Liveauftritten und Reveal Records erhältlich)
- The Deep Field (21. Januar 2011, CD & Vinyl)
- The Classic (März 2014, CD & Vinyl)
- Let It Be You mit Benjamin Lazar Davis (2016)
- Damned Devotion (2018)
- Joanthology (2019)
- Cover Two (2020)
- The Solution Is Restless (2021)
- Lemons, Limes and Orchids (2024)

### EPs
- Joan as Police Woman (2004, CD & Vinyl)
- Joan as Police Woman (2006)

### Singles
- My Gurl (2006 – 7" Vinyl)
- The Ride (2006, CD & 7" Vinyl)
- Eternal Flame (2006 – CD & 7" Vinyl)
- Christobel (2006 – Limited Edition CD (1000 copies) & 7" Vinyl)
- Flushed Chest (2007, Limited Edition 7" Vinyl, Download)
- Real Life (2007 – Limited Edition CD, 1000 copies)
- To Be Loved (2008 – Limited Edition 7" Vinyl, Download)
- Holiday (2008 – Limited Edition 7" Vinyl, Download)
- To America (mit Rufus Wainwright, 2008 – Download)
- Start Of My Heart (2009 – Videoauskopplung, Download)
- The Magic (2011)

### Samplerbeiträge
- Jane Magazine Compilation – 2003
- Mojo 178, The White Album Recovered, CD 1 – September 2008

### Gastauftritte
- Placebo – MTV Unplugged (Protect Me From What I Want) – 2015